# Antonio Nibali
Antonio Nibali (* 23. September 1992 in Messignadi, Ortsteil von Oppido Mamertina) ist ein ehemaliger italienischer Radrennfahrer.

## Sportliche Laufbahn
Antonio Nibali fuhr in den Saisons 2015 und 2016 für das UCI Continental Team Marchiol Emisfero. Zur Saison 2017 wechselte er zum UCI WorldTeam Bahrain-Merida seines Bruders Vincenzo an und bestritt für diese Mannschaft mit der Vuelta a España 2017 seine erste Grand Tour, die er als 102. der Gesamtwertung beendete. Sein erster internationaler Sieg gelang ihm auf der 7. Etappe der Österreich-Rundfahrt 2018, bei der er sich aus einer größeren Spitzengruppe am Schlussanstieg über 3,6 Kilometer knapp gegen seinen letzten Begleiter Paweł Cieślik durchsetzte. Er wechselte mit seinem Bruder 2020 zu Trek-Segafredo und 2022 zum Astana Qazaqstan Team, bei dem er 2023 – ein Jahr nach seinem Bruder – seine Laufbahn als Aktiver beendete.

## Erfolge
2018
- eine Etappe Österreich-Rundfahrt

## Grand-Tour-Platzierungen
| Grand Tour            | 2017 | 2018 | 2019 | 2020 | 2021 | 2022 | 2023 |
| --------------------- | ---- | ---- | ---- | ---- | ---- | ---- | ---- |
| Giro d’ItaliaGiro     | –    | 100  | 76   | 37   | –    | –    | –    |
| Tour de FranceTour    | –    | –    | –    | –    | –    | –    | –    |
| Vuelta a EspañaVuelta | 102  | –    | –    | –    | 108  | –    | –    |